# Домны
Домны —  деревня в Новодеревеньковском районе Орловской области России. Входит в состав Судбищенского сельского поселения.

## География
Деревня находится в северо-восточной части Орловской области, в лесостепной зоне, в пределах центральной части Среднерусской возвышенности,  при автодороге 54К-228, на расстоянии примерно 15 километров (по прямой) к северо-востоку от посёлка городского типа Хомутово, административного центра района.  

### Климат
Климат умеренно континентальный, с умеренно холодной снежной зимой и тёплым летом. Среднегодовая температура воздуха — 4,9 °C. Средняя многолетняя температура самого холодного месяца (января) составляет −9,7 °С, средняя температура самого тёплого (июля) — 19 °С. Среднегодовое количество атмосферных осадков составляет 490—590 мм, из которых большая часть выпадает в тёплый период. Снежный покров держится в течение 126 дней.

## История
У деревни Домны 18 ноября 1941 года вела бои 55-я кавалерийская дивизия 13-й армии.

## Население
| 1857 | 1915 | 2010 |
| ---- | ---- | ---- |
| 1837 | ↘723 | ↘40  |

## Инфраструктура
Личное подсобное хозяйство с зоной сельскохозяйственного использования, индивидуальная застройка усадебного типа.

## Транспорт
Автобусное сообщение с райцентром. Остановка общественного транспорта «Домны». 